# Kylix zacae
Kylix zacae é uma espécie de gastrópode do gênero Kylix, pertencente a família Drilliidae.